# Abjuration du clergé de Paris
L'Abjuration du clergé de Paris est un acte collectif de renoncement des fonctions ecclésiastiques par les membres du Clergé constitutionnel de Paris, le 17 brumaire an II (7 novembre 1793). Plusieurs députés ecclésiastiques, à la tête desquels l'évêque Jean-Baptiste Gobel, forcé par la pression de la Commune de Paris et son procureur-syndic Pierre-Gaspard Chaumette, firent à la Convention la déclaration solennelle d'abandonner leurs fonctions religieuses et de reconnaitre le Culte de la Raison. Trois jours après, Sieyes fit de même. L'abbé Grégoire s'opposa à cette abjuration.